# Francesco Vitalini
Francesco Vitalini (Fiordimonte, 7 gennaio 1865 – Auronzo, 12 settembre 1904) è stato un incisore e pittore italiano.

## Biografia
Francesco Vitalini nacque vicino Camerino, nella località di Fiordimonte. Il padre Ortensio era agricoltore e numismatico. Svolse gli studi presso l'Istituto d'arte di Roma e poi seguì i corsi di Alessandro Morani presso il Museo industriale.
Molti i viaggi tra Dancalia, Grecia, Turchia e Russia. Nel 1896 partecipò alla Esposizione internazionale di Berlino con alcune opere.
Dal 1901 partecipò al Salon di Parigi, espose alla New Gallery di Londra, alla VI Esposizione internazionale d'arte ed alla V Esposizione internazionale d'arte di Venezia. In quest'ultima sede alcune sue opere furono acquisite dalla Regina Margherita e dalle Galleria d'arte moderna di Roma e Venezia.
Nel 1904 pubblicò il suo trattato intitolato L'incisione sul metallo e partecipò alla VI Esposizione internazionale d'arte. Quell'anno morì per una caduta in un dirupo durante un viaggio nelle Dolomiti, lasciando incompleto il suo quadro intitolato Le Dolomiti.